# Rue Général-Meusnier
La rue Général-Meusnier est une voie de Nantes, en France.

## Situation et accès
Située dans le centre-ville de Nantes, la rue Général-Meusnier est une voie piétonne reliant la place Aristide-Briand à la rue Mercœur. Elle ne rencontre aucune autre rue.

## Origine du nom
Son nom rend hommage à Jean-Baptiste Marie Meusnier de La Place, général qui s'illustra durant le siège de Mayence en 1793 au sein de l'armée du Rhin, dont une partie arriva, après la défaite, à Nantes le 6 septembre 1793.

## Historique
La rue est déjà projetée en l'An X (1801-1802), mais les travaux d'alignement se poursuivirent en 1870-1871.Elle prend sa dénomination actuelle le 21 septembre 1872.
C'est sur les terrains situés sur le côté sud de la voie (côté impair) que se trouvait le « jardin des Apothicaires », propriété de la ville depuis la Révolution et sur lequel fut construit le lycée Jules-Verne entre 1878 et 1880.